# 千紘れいか
千紘 れいか（ちひろ れいか、旧姓での本名及び旧芸名：大平敦子、1973年9月30日 - ）は東京都国分寺市生まれ、宝塚歌劇団・劇団四季出身の女優。
身長162.5cm、血液型はA型。愛称は本名より“あつ”、“あっちゃん”。

## 来歴・人物
1989年、明星高等学校1年在学中に友人に連れられ東京宝塚劇場公演『ムッシュ・ド・パリ』を観劇、それをきっかけにタカラジェンヌを目指す。翌1990年、宝塚音楽学校に入学、同校卒業後の1992年に宝塚歌劇団に入団（第78期生）。入団時の成績は40人中2番。『この恋は雲の涯まで』で初舞台を踏む。当初は男役であった。
1993年、阪急電鉄の初詣ポスターのモデルを務める。同年1月9日、花組に配属。その年には娘役に転向、バウホール公演や新人公演で度々主役を務め注目の存在となった。1994年度の「すみれ賞」受賞。阪急百貨店の「PINK HOUSE」ポスターモデルを務めたこともある。
1996年末、月組に組替え。風花舞に次ぐ2番手娘役として歌に芝居に活躍。1998年の『黒い瞳』で演じたエカテリーナII世役は高い評価を受け、宝塚時代の代表作となった。
2000年4月3日に宝塚歌劇団を退団し劇団四季に入団。同年6月、『ライオンキング』のナラ役で四季初舞台。同時に芸名を本名の大平敦子（おおひら あつこ）に改める。キャリアを重ね四季の中堅女優として活躍したが、2007年5月の『オンディーヌ』の舞台を最後に退団。
2008年12月より旧芸名・千紘れいかで芸能活動を再開した。
その他、歌唱指導や、大平敦子名でヨガや太極拳・瞑想などをベースにしたエクササイズTaoZenのインストラクターとしての活動も行う。
既婚。

## 宝塚歌劇団時代の主な舞台出演

### 初舞台・組回り
- 『この恋は雲の涯まで』 1992年・雪組 （宝塚大劇場公演のみ出演）
- 『PUCK』 『メモリーズ・オブ・ユー』 1992年・月組

### 花組時代
- 『メランコリック・ジゴロ -あぶない相続人-』 『ラ・ノーバ！』 1993年 （宝塚大劇場公演は全休演、東京公演のみ出演）
- 『ベイ・シティ・ブルース』（カジノ場面のカゲソロ、新人公演：パティ） 『イッツ・ア・ラブ・ストーリー』 1993年
- 『サラン・愛 ～ムグンファの花に包まれて～』（金淑英） 1994年バウホール
- 『ブラック・ジャック 危険な賭け』（東京公演：ローラ、東京新人公演：ヨランダ） 『火の鳥』 1994年
- 『アロー・アロー・キャメロット！』 1994年バウホール
- 『冬の嵐、ペテルブルグに死す』（新人公演：リーザ） 『ハイパー･ステージ！』 1994年
- 『哀しみのコルドバ』（新人公演：エバ） 『メガ・ヴィジョン』 1995年
- 『LAST DANCE』 1995年バウホール
- 『エデンの東』（セルマ） 『ダンディズム！』 1995年
- 『チャンピオン！ ～甦る伝説～』（マヌエラ・リベラ） 1995年バウホール
- 『花は花なり』 『ハイペリオン』 1996年
- 『Nice GUY!』 1996年真矢みきディナーショー
- 『ハウ・トゥー・サクシード ～努力しないで出世する方法～』（ミス・クラムホルツ、新人公演：ヘディ・ラルー） 1996年

### 月組時代
- 『バロンの末裔』（ヘレン、新人公演：キャサリン） 『グランド・ベル・フォリー』 1996年
- 『加夢音 Come On』 1997年真琴つばさディナーショー
- 『EL DORADO』（ラウラ、新人公演：レーニャ） 1997年
- 『チェーザレ・ボルジア -野望の軌跡-』（サンチャ） 『プレスティージュ』 1997年全国ツアー
- 『Alas ～魂を翼に乗せて～』 1997年シアター・ドラマシティ
- 『WEST SIDE STORY』（グラジェラ） 1998年
- 『永遠物語』（劇中劇『金色夜叉』お宮） 1998年バウホール
- 『黒い瞳』（エカテリーナII世） 『ル・ボレロ・ルージュ』 1998年
- 『うたかたの恋』（マリンカ） 『ミリオン・ドリームズ』 1999年全国ツアー
- 『螺旋のオルフェ』（ミレイユ） 『ノバ・ボサ・ノバ ～盗まれたカルナバル～』（ブリーザ） 1999年
- 『WHO? What Why!』 1999年真琴つばさディナーショー
- 『夢幻花絵巻』 『ブラボー！タカラヅカ』 1999年北京・上海公演
- 『LUNA ～月の伝言～』（イレーネ） 『BLUE・MOON・BLUE ～月明かりの赤い花～』 2000年（4月3日宝塚大劇場公演千秋楽を最後に退団[3]）

## 宝塚歌劇団退団後の主な舞台出演

### 劇団四季時代
- 『ライオンキング』（ナラ） 2000年～2005年
- 『劇団四季ソング＆ダンスPART2～オーバー・ザ・センチュリー～』（ヴォーカリスト） 2000年～2001年
- 『ミュージカル異国の丘』（ナターシャ）2001年～2002年、2006年
- 『クレイジー・フォー・ユー』（テス） 2002年
- 『アスペクツ オブ ラブ』（ジュリエッタ）2002年、2005年
- 『ミュージカル南十字星』（リナ、CDのレコーディングキャスト） 2004年～2006年
- 『コーラスライン』（ヴァル） 2004年～2006年
- 『オンディーヌ』（ベルタ姫） 2005年、2007年

### 劇団四季退団後
- GOLDENBIRD presents The Carol Vocalization 2008 （2008年12月24日 ホテルインターコンチネンタル東京ベイ）
- 千紘れいか ソロ・コンサート （2009年3月6日 東京オペラシティ近江楽堂）
- 宮崎誠コンサート2010 （2010年12月8日 ヤマハエレクトーンシティ渋谷）
- 千紘れいか ディナーコンサート （2010年12月20日 東京會舘）
- 懐かしの宝塚イブニングコンサート （2011年2月12日 宝塚ホテル）
- FATHER （別世界カンパニー公演、2011年4月27日〜4月30日 アトリエフォンテーヌ）
- 友石竜也 Birthday CONCERT （2011年5月15日 ヤマハエレクトーンシティ渋谷）
- 11のささやかな嘘 （ ジェットラグプロデュース公演、2011年7月15日〜7月18日 銀座みゆき館劇場）
- リーディング@empty space (OFF OFF BROADWAY JAPAN公演、2011年8月5・6日 東京スクールオブミュージック専門学校渋谷イベントホール)
- リーディング@empty space Vol.1.5 (OFF OFF BROADWAY JAPAN公演、2011年9月10・11・13日 東京スクールオブミュージック専門学校渋谷イベントホール)
- 坂元健児LIVE2011 （2011年12月24日・25日 ラゾーナ川崎プラザソル）
- ピノキオ〜または白雪姫の悲劇（公開ワークショップ 、2012年6月16日 神奈川芸術劇場）